# 총각네 야채가게 (드라마)
《총각네 야채가게》는 2011년 12월 21일부터 2012년 3월 8일까지 방영된 채널A 수목 드라마이다.

## 소개
서울 강남구 대치동의 작은 야채가게를 대형 식품유통회사로 키워낸 최고경영자(CEO)의 실화에서 모티브를 얻은 드라마이다. 소규모 점포로 시작해 야채 유통 및 판매 신화를 일군 이영석 사장의 이야기로 자신의 일에 최선을 다하는 정직하고 건강한 젊은이들의 성장과정을 그렸다.

## 등장 인물

### 주요 인물
- 지창욱 : 한태양 역
- 왕지혜 : 진진심 역
- 김영광 : 이슬우 역
- 박수진 : 정단비 역

### 그 외 인물
- 황신혜 : 최강선 역
- 이세영 : 한태인 역
- 박원숙 : 황수자 역
- 장항선 : 정구광 역
- 김도연 : 연분홍 역
- 전노민 : 목인범 역
- 이광수 : 남유봉 역
- 지혁 : 윤호재 역
- 성하 : 정기영 역
- 신원호 : 이찬솔 역
- 이은 : 홍정아 역
- 배누리 : 김연정 역
- 채빈 : 어린 진진심 역
- 박효준
- 강성범
- 사미자 : 박금순 역
- 노정의 : 어린 한태인 역
- 오재무 : 어린 한태양 역
- 장준녕 : 오 비서 역
- 최광제 : 나창수 역
- 박성훈 : 이슬우 친구 역
- 박시우 : 어린 최가온 역
- 백보람
- 손종학
- 이정수
- 김겨울 (배우)

## 시청률
| 2011년 | 2011년    | 2011년         |
| 회차   | 방송일    | AGB닐슨 시청률 |
| ------ | --------- | -------------- |
| 제1회  | 12월 21일 | 0.364%         |
| 제2회  | 12월 22일 | 0.508%         |
| 제3회  | 12월 28일 | 0.710%         |
| 제4회  | 12월 29일 | 0.426%         |
| 2012년 |           |                |
| 제5회  | 1월 4일   | 0.489%         |
| 제6회  | 1월 5일   | 0.359%         |
| 제7회  | 1월 11일  | 0.545%         |
| 제8회  | 1월 12일  | 0.471%         |
| 제9회  | 1월 18일  | 0.625%         |
| 제10회 | 1월 19일  | 0.639%         |
| 제11회 | 1월 25일  | 0.560%         |
| 제12회 | 1월 26일  | 0.504%         |
| 제13회 | 2월 1일   | 0.503%         |
| 제14회 | 2월 2일   | 0.454%         |
| 제15회 | 2월 8일   | 0.504%         |
| 제16회 | 2월 9일   | 0.517%         |
| 제17회 | 2월 15일  | 0.848%         |
| 제18회 | 2월 16일  | 0.381%         |
| 제19회 | 2월 22일  | 0.877%         |
| 제20회 | 2월 23일  | 0.629%         |
| 제21회 | 2월 29일  | 0.504%         |
| 제22회 | 3월 1일   | 0.572%         |
| 제23회 | 3월 7일   | 0.491%         |
| 제24회 | 3월 8일   | 0.685%         |

## 사운드 트랙
| #   | 제목                                 | 가수               | 재생 시간 |
| --- | ------------------------------------ | ------------------ | --------- |
| 1.  | 〈총각네 야채가게 (Opening Tittle)〉 | Various Artists    | 1:34      |
| 2.  | 〈Be My Girl〉                       | 성제, 지혁(초신성) | 2:55      |
| 3.  | 〈전부이니까〉                       | 나윤권             | 3:30      |
| 4.  | 〈바보같이 살았죠〉                  | 민                 | 3:56      |
| 5.  | 〈오 싱싱맨〉                        | VF6DOLE            | 3:36      |
| 6.  | 〈고백〉                             | Barbara            | 3:30      |
| 7.  | 〈바라만 본다〉                      | 풋사과             | 4:00      |
| 8.  | 〈사랑과 감동〉                      | Various Artists    | 4:08      |
| 9.  | 〈강선과 아리아〉                    | Various Artists    | 2:15      |
| 10. | 〈총각네 성공기〉                    | Various Artists    | 1:10      |
| 11. | 〈마음 속 마음〉                     | Various Artists    | 2:12      |
| 12. | 〈Happy Days〉                       | Various Artists    | 1:53      |
| 13. | 〈가슴에 별을 담고〉                 | Various Artists    | 3:41      |
| 14. | 〈지금 바빠요〉                      | Various Artists    | 1:52      |
| 15. | 〈해바라기〉                         | Various Artists    | 2:27      |
| 16. | 〈잃어버린 이름〉                    | Various Artists    | 2:54      |
| 17. | 〈청년의 꿈〉                        | Various Artists    | 3:20      |
| 18. | 〈새벽달〉                           | Various Artists    | 3:16      |
| 19. | 〈겨루기〉                           | Various Artists    | 1:44      |
| 20. | 〈아침인사〉                         | Various Artists    | 2:09      |
| 21. | 〈So What〉                          | Various Artists    | 2:43      |